# Mimusops
Mimusops es un género de plantas en la familia Sapotaceae. Comprende 136 especies descritas y de estas, solo 45 aceptadas.

## Descripción
Son árboles con jugo lechoso. Hojas coriáceas, nervios laterales 15-20 (-30) pares, paralelos. Inflorescencia axilar, solitarias o agrupadas. Cáliz de 6-8 lóbulos, lóbulos en 2 series, valvate exterior, imbricados interior. Tubo de la corola corto, 18-24 lóbulos, 2-3- seriados. Estambres 8, frente, insertados en la base de la corola y opuestos a los lóbulos interiores, filamentos cortos, anteras lanceoladas, las células divergentes en la base; estaminodios tantos como los estambres y alternando con ellos, diversamente dentadas o enteras. Fruto ovoide, con semillas solitarias, comprimidas, elipsoides.

## Taxonomía
El género fue descrito por Carlos Linneo y publicado en Species Plantarum 1: 349. 1753. La especie tipo es: Dicrocaulon pearsonii N.E. Br.

## Especies aceptadas
A continuación se brinda un listado de las especies del género Mimusops aceptadas hasta abril de 2015, ordenadas alfabéticamente. Para cada una se indica el nombre binomial seguido del autor, abreviado según las convenciones y usos.
1. Mimusops acutifolia - Tanzania
2. Mimusops aedificatoria - Tanzania, Kenia, Malawi
3. Mimusops affinis - Congo, Zaïre
4. Mimusops andamanensis - Andaman Is
5. Mimusops andongensis - oeste + Centro de África
6. Mimusops angel - Somalia
7. Mimusops ankaibeensis - Madagascar
8. Mimusops antongilensis - Madagascar
9. Mimusops antorakensis - Madagascar
10. Mimusops antsiranensis - Madagascar
11. Mimusops bagshawei - Este de África
12. Mimusops balata - Mauritius, Réunion
13. Mimusops caffra - Mozambique, Cape Prov, KwaZulu-Natal
14. Mimusops capuronii - Madagascar
15. Mimusops comorensis - Comoros
16. Mimusops coriacea - Comoros, Madagascar
17. Mimusops dodensis - Camerún
18. Mimusops ebolowensis - Camerún
19. Mimusops elengi - Sur + Sureste de  Asia, Papuasia
20. Mimusops erythroxylon - Mauritius
21. Mimusops giorgii - Zaïre
22. Mimusops kummel - trop África
23. Mimusops laurifolia - Noreste de África, Saudí Arabia, Yemen
24. Mimusops lecomtei - Madagascar
25. Mimusops lohindri - Madagascar
26. Mimusops longipedicellata - Madagascar
27. Mimusops mayumbensis - Cabinda
28. Mimusops membranacea - Madagascar
29. Mimusops mildbraedii - Camerún
30. Mimusops ngembe - Camerún
31. Mimusops nossibeensis - Nosi Bé Island
32. Mimusops oblongifolia - Réunion
33. Mimusops obovata - Mozambique, Swaziland, Sudáfrica
34. Mimusops obtusifolia - Este + Sudeste de África, Comoros, Madagascar
35. Mimusops occidentalis - Madagascar
36. Mimusops penduliflora - Tanzania
37. Mimusops perrieri - Madagascar
38. Mimusops petiolaris - Mauritius
39. Mimusops riparia - Kenia, Tanzania
40. Mimusops sambiranensis - Madagascar
41. Mimusops sechellarum - Seychelles
42. Mimusops somalensis - Kenia, Tanzania, Somalia
43. Mimusops voalela - Madagascar
44. Mimusops zeyheri - Centro + Sur de África
45. Mimusops zeylanica  - Sri Lanka